# Pycnetron longicauda
Pycnetron longicauda är en stekelart som först beskrevs av Jean Risbec 1952.  Pycnetron longicauda ingår i släktet Pycnetron och familjen puppglanssteklar. Inga underarter finns listade i Catalogue of Life.